# La ermita
La ermita és una pel·lícula de drama sobrenatural espanyola del 2023 dirigida per Carlota Pereda i coescrita per Albert Bertran, Carmelo Viera i Pereda protagonitzada per Belén Rueda i Maia Zaitegi.

## Argument
L'Emma, de 8 anys, demana orientació i ajuda de la falsa mèdium Carol per contactar amb el fantasma d'una nena atrapada en una capella, de manera que l'Emma podria comunicar-se una vegada amb la seva mare que va morir amb una malaltia terminal.

## Repartimentt
- Maia Zaitegi com Emma[1]
- Belén Rueda com Carol[1]
- Josean Bengoetxea com Jon Elorza[3]
- Loreto Mauleón com Maider[4]
- Jon Olivares com Asier[3]
- Elena Irureta com Edurne[3]
- Nagore Aranburu com Ivana Peralta[3]

## Producció
La pel·lícula va ser coescrita per Albert Bertran Bas, Carmelo Viera, i Carlota Pereda. És una producció de Filmax i Bixagu Entertainment, i va comptar amb la participació de Netflix, RTVE i EiTB, i el suport de l' ICAA i Creative Europe MEDIA. Rodada entre el País Basc i Navarra, amb exteriors a Usurbil i Leitza.

## Estrena

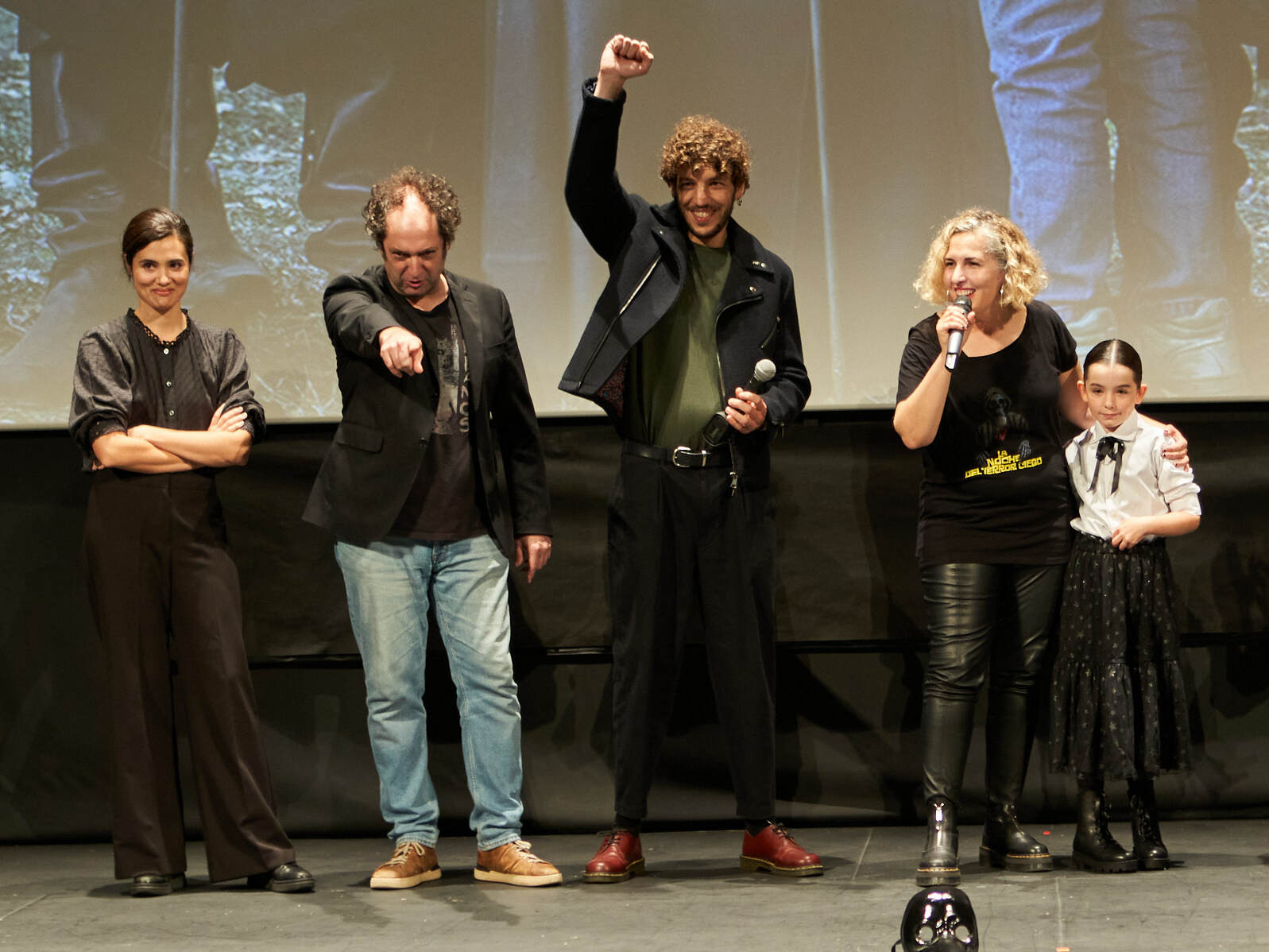
Mauleón, Bengoetxea, Olivares, Pereda, i Zaitegi durant la presentació de la pel·lícula al Festival de Cinema de Terror i Fantasia de Sant Sebastià 2023

La ermita es va presentar al LVI Festival Internacional de Cinema Fantàstic de Catalunya el 12 d'octubre de 2023. Era previst que s'estrenés als cinemes a Espanya el 17 de novembre de 2023.

## Recepció
Miguel Ángel Romero de Cinemanía va valorar la pel·lícula amb 3 sobre 5 estrelles, considerant que a partir d'una idea potent, la pel·lícula es torna cada cop menys efectiva a mesura que avança, esdevenint, malgrat tot, una pel·lícula més que digna.
José Luis Losa de La Voz de Galicia va valorar que la pel·lícula mai funciona ni com a drama emocional ni com a pel·lícula de terror.

## Reconeixement
| Any  | Premi               | Categoria                 | Nominat                            | Resultat | Ref    |
| ---- | ------------------- | ------------------------- | ---------------------------------- | -------- | ------ |
| 2024 | XXXVIII Premis Goya | Millors efectes especials | Eneritz Zapiain, Iñaki Gil "Ketxu" | Pendent  | [ 10 ] |